# Nelson Camilo Acebey
Nelson Camilo Acebey Alvarado (* 16. Juli 1990) ist ein bolivianischer Hürdenläufer, der sich auf die 110-Meter-Distanz spezialisiert hat.

## Sportliche Laufbahn
Erste Erfahrungen bei internationalen Meisterschaften sammelte Nelson Camilo Acebey im Jahr 2008, als er bei den Juniorenweltmeisterschaften in Bydgoszcz mit 15,23 s in der ersten Runde ausschied. Im Jahr darauf gewann er bei den Juniorensüdamerikameisterschaften in São Paulo in 14,23 s über die U20-Hürden die Bronzemedaille und schied anschließend bei den Panamerikanischen-Juniorenmeisterschaften in Port of Spain mit 14,23 s im Vorlauf aus. 2010 erreichte er bei den U23-Südamerikameisterschaften, die im Zuge der Südamerikaspiele in Medellín ausgetragen wurden, in 15,22 s Rang sieben und zwei Jahre darauf scheiterte er bei den U23-Südamerikameisterschaften in São Paulo mit 15,39 s im Vorlauf. 2013 wurde er bei den Juegos Bolivarianos in Trujillo in 15,45 s Achter und 2014 schied er bei den Hallenweltmeisterschaften in Sopot mit 8,48 s in der ersten Runde über 60 m Hürden aus.
Nach fünf Jahren ohne Wettkämpfe startete er 2020 bei den erstmals ausgetragenen Hallensüdamerikameisterschaften im heimischen Cochabamba und belegte dort in 8,49 s den sechsten Platz.
In den Jahren 2010, 2012 und 2013 wurde Acebey bolivianischer Meister im 110-Meter-Hürdenlauf.

## Persönliche Bestzeiten
- 110 m Hürden: 14,90 s (+1,0 m/s), 19. Mai 2012 in Sucre
  - 60 m Hürden (Halle): 8,41 s, 18. Januar 2020 in Cochabamba